# Іїда (Наґано)

35°30′53″ пн. ш. 137°49′19″ сх. д. / 35.51472° пн. ш. 137.82194° сх. д.
Іїда (яп. 飯田市, いいだし, МФА: [iːda ɕi̥]) — місто в Японії, в префектурі Наґано.

## Короткі відомості
Розташоване в південній частині префектури, на півдні западини Іна. Виникло на призамкового містечка самурайського роду Хорі. Отримало статус міста 1937 року. Основою економіки є сільське господарство, харчова промисловість, комерція. Традиційне ремесло — виробництво мотузкових прикрас. В західній частині міста розташовані гарячі джерела. Станом на 1 квітня 2009 площа міста становила 658,76 км². Станом на 1 липня 2011 населення міста становило 104 810 осіб.

## Міста-побратими
- Цуяма, Японія (1969)
- Шарлевіль-Мезьєр, Франція (1988)